# Аютланский миштекский язык
Аютланский миштекский язык (Ayutla Mixtec, Coastal Guerrero Mixtec, Mixteco de Ayutla) — миштекский язык, на котором говорят в городе Аютла и в других рассеянных городах округа Аютла штата Герреро в Мексике. Аютланский диалект довольно сильно отличается лексически от других разновидностей миштекского языка.
Алфавит: A a, A' a', An an, An' an', Mb mb, Ch ch, Nd nd, Ndy ndy, E e, E' e', Ng ng, Ngw ngw, I i, I' i', In in, In' in', J j, K k, Kw kw, Ky ky, L l, M m, N n, Ny ny, Ñ ñ, O o, O' o', P p, R r, S s, Sy sy, T t, Ty ty, U u, U' u', Un un. Un' un', V v, X x, Xk xk, Xkw xkw, Xy xy, Y y. Низкий тон обозначается чертой под буквой (например, I̱ i̱), а высокий — акутом (например, Í í). Средний тон на письме не обозначается.